# Tortuga estrellada de l'Índia
La tortuga estrellada de l'Índia (Geochelone elegans) és una espècie de tortuga terrestre de la família Testudinidae de les zones àrides de l'Índia i Sri Lanka, és una espècie molt popular com a mascota. Pertany al gènere Geochelone i és molt semblant a la tortuga estrellada de Birmània (Geochelone platynota).

## Descripció
Té la closca molt convexa de color negre amb aurèoles grogues que ho irradien de ratlles grogues, les quals en general són ratlles estretes i molt nombroses: el plastró també té ratlles negres i grogues radiants. La tortuga estrellada índia pot créixer fins als 10 centímetres de llarg.
Són herbívores i s'alimenten d'herbes, fruits caiguts, flors i fulles de plantes suculentes, i de tant en tant mengen carronya.
El dimorfisme sexual dels adults de les tortugues estrellades índies és bastant evident. Les femelles són considerablement més grans que els mascles. A més, el plastró de les femelles és molt més pla que el dels mascles, que té una forma còncava.

## Distribució
Es distribueix per tota l'Índia (amb excepció de Bengala inferior), s'estén a l'oest de la província de Sindh (Pakistan), i Ceilan.

## Manteniment en captivitat
El manteniment d'aquests animals en captivitat és molt difícil i s'ha de deixar a les persones amb experiència avançada en tortugues. Són menjadores primmirades i augmenten de pes molt lentament. Les cries prefereixen dormir que menjar i la majoria moren en els primers mesos de vida. Una cria típica costa bastants diners en una botiga de confiança i ha d'estar preparat per perdre aquesta inversió si no té una gran experiència amb les tortugues. El millor és tenir una estreta relació amb un veterinari amb experiència en cura de les tortugues. La captura d'aquesta tortuga al medi silvestre és il·legal a l'Índia. Hi ha pocs estudis que han quantificat les poblacions silvestres i l'efecte del comerç sobre elles.